# Goniosoma monacanthum
Goniosoma monacanthum is een hooiwagen uit de familie Gonyleptidae.